# Tawęcino (przystanek kolejowy)
Tawęcino – nieczynny przystanek kolejowy i ładownia w Tawęcinie na linii kolejowej nr 230 Wejherowo – Garczegorze, w województwie pomorskim.
W dniu 17 maja 1960 r. na przystanku doszło do wypadku, w którym funkcjonariusz milicji Józef Dzida uratował spod kół pociągu dwuletnie dziecko siedzące na torach, w wyniku czego odniósł poważne obrażenia. 